# Yueyanglou
Yueyanglou är ett stadsdistrikt och säte för stadsfullmäktige i Yueyang i Hunan-provinsen i södra Kina.